# جيك كوك
جيك كوك (بالإنجليزية: Jake Cook)‏ هو سائق سباق بريطاني، ولد في 19 يونيو 1993 في روثرهام ‏ في المملكة المتحدة.

## وصلات خارجية
- الموقع الرسمي